# Paranerita bolivica
Paranerita bolivica är en fjärilsart som beskrevs av Embrik Strand 1919. Paranerita bolivica ingår i släktet Paranerita och familjen björnspinnare. Inga underarter finns listade i Catalogue of Life.